# Benjamin Valz
Jean Élias Benjamin Valz, född 27 maj 1787 i Nîmes, död 22 april 1867, var en fransk astronom.
Valz ägde ett privatobservatorium i sin födelsestad, vilket han senare överlät till Joseph Jean Pierre Laurent, och förestod 1836–1861 observatoriet i Marseille. Han tilldelades Lalandepriset från Franska vetenskapsakademien 1832 (tillsammans med Jean-Félix Adolphe Gambart). Valz utgav bland annat flera arbeten rörande kometerna samt är i synnerhet känd för sina beräkningar av kometbanor och för sin förklaring av orsaken till, att kometerna vid sitt närmande till solen avtar i volym. Han ansåg detta avtagande beror på den allt tätare blivande kometatmosfärens tryck, ett numera sedan länge övergivet förklaringssätt. Valz tilldelades Lalandepriset 1832. Hans änka instiftade Valzpriset till hans minne 1874.